# Liste des monuments aux morts du 10e arrondissement de Paris

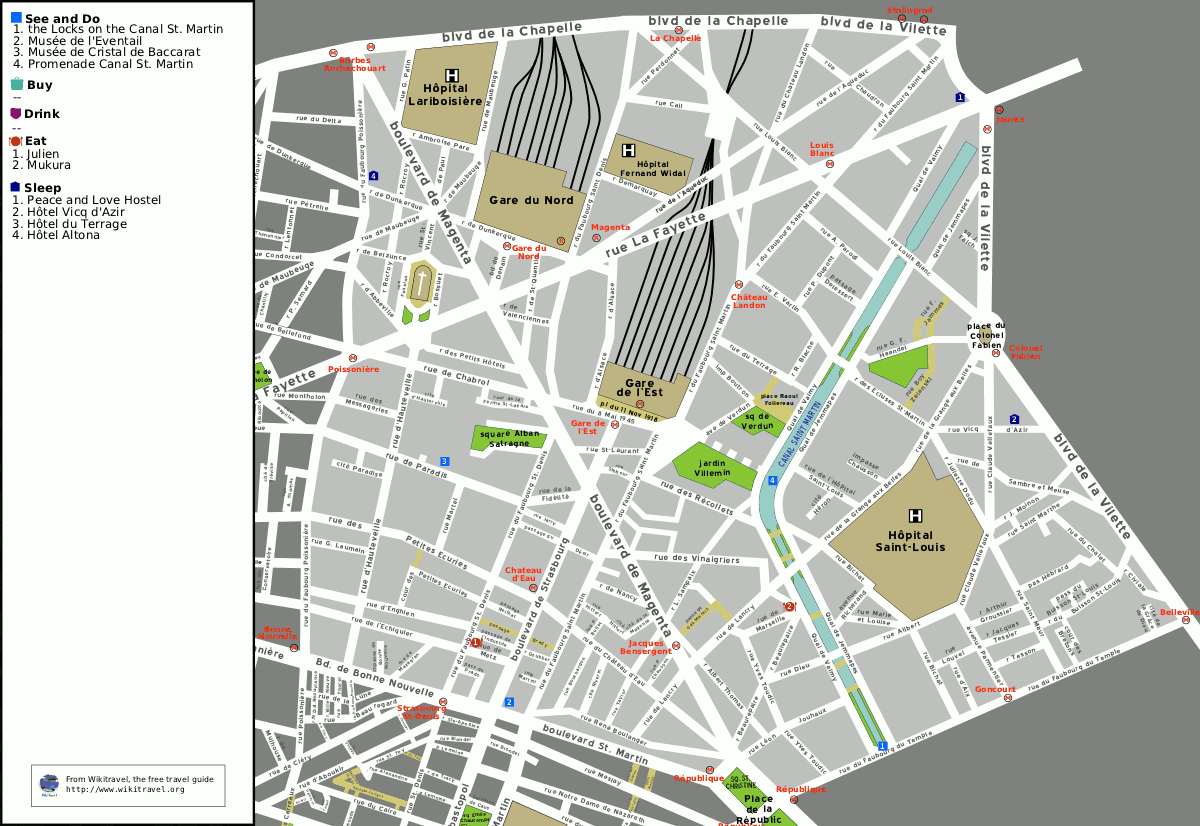
Plan du 10e arrondissement de Paris.

Cet article recense les monuments aux morts du 10e arrondissement de Paris, en France.

## Liste
- Monument aux morts de la SNCF, gare de Paris-Est